# Sérgio Ricardo de Jesus Vertello
Sérgio Ricardo de Jesus Vertello (nacido el 19 de septiembre de 1975) es un exfutbolista brasileño que se desempeñaba como defensa.
Jugó para clubes como el Juventus, Albirex Niigata, Avispa Fukuoka, Ituano, Vasco da Gama, MSV Duisburgo y Vila Nova.

## Trayectoria

### Clubes
| Club            | País     | Año         |
| --------------- | -------- | ----------- |
| Juventus        | Brasil   | 1990 - 1998 |
| Albirex Niigata | Japón    | 1999 - 2002 |
| Avispa Fukuoka  | Japón    | 2003        |
| Ituano          | Brasil   | 2004        |
| Vasco da Gama   | Brasil   | 2004        |
| MSV Duisburgo   | Alemania | 2004 - 2005 |
| Vila Nova       | Brasil   | 2006        |